# Fopletter

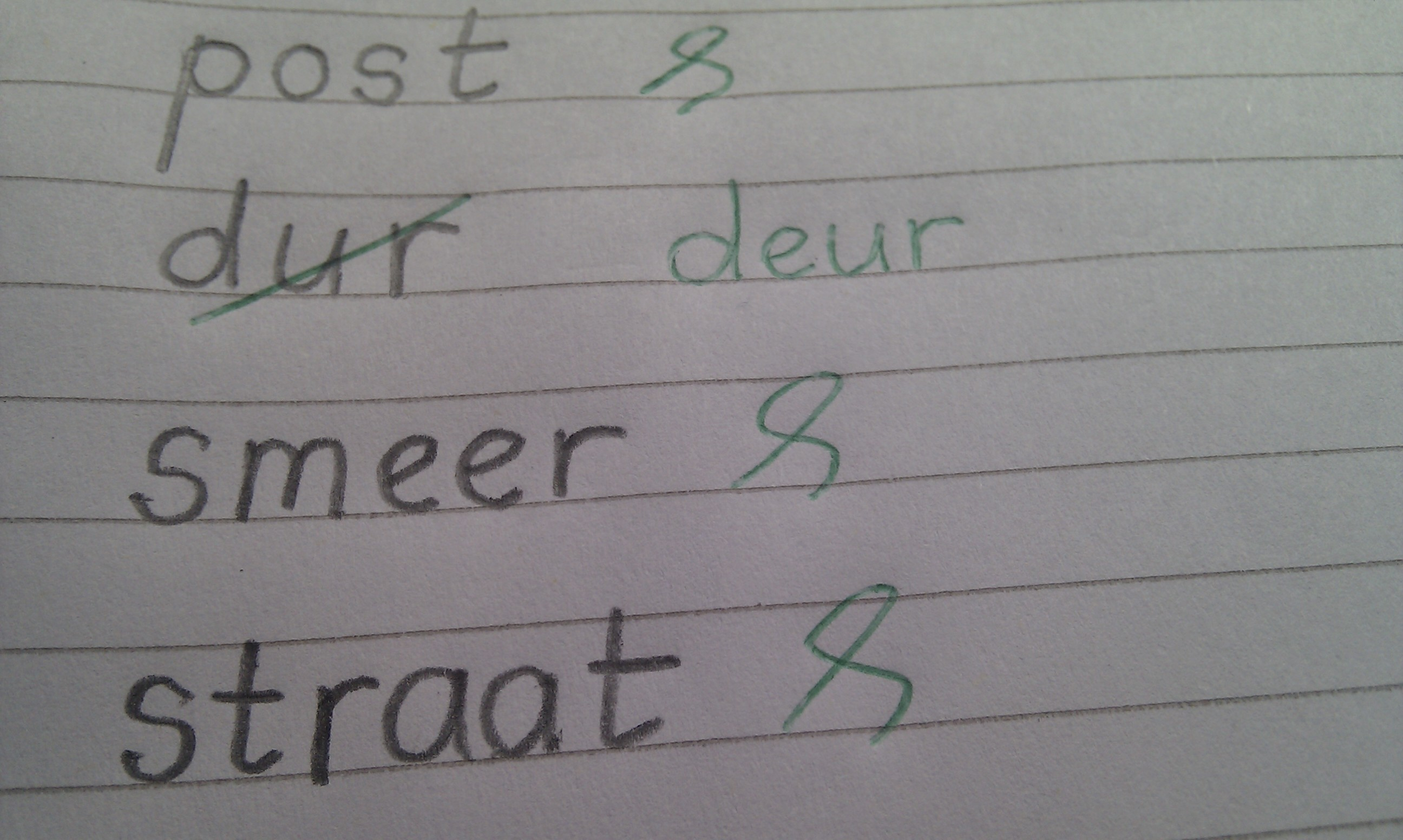
Klankverkleuring van de letter eu onder invloed van de letter r. Leerlingen horen een u, terwijl er een eu moet worden geschreven.

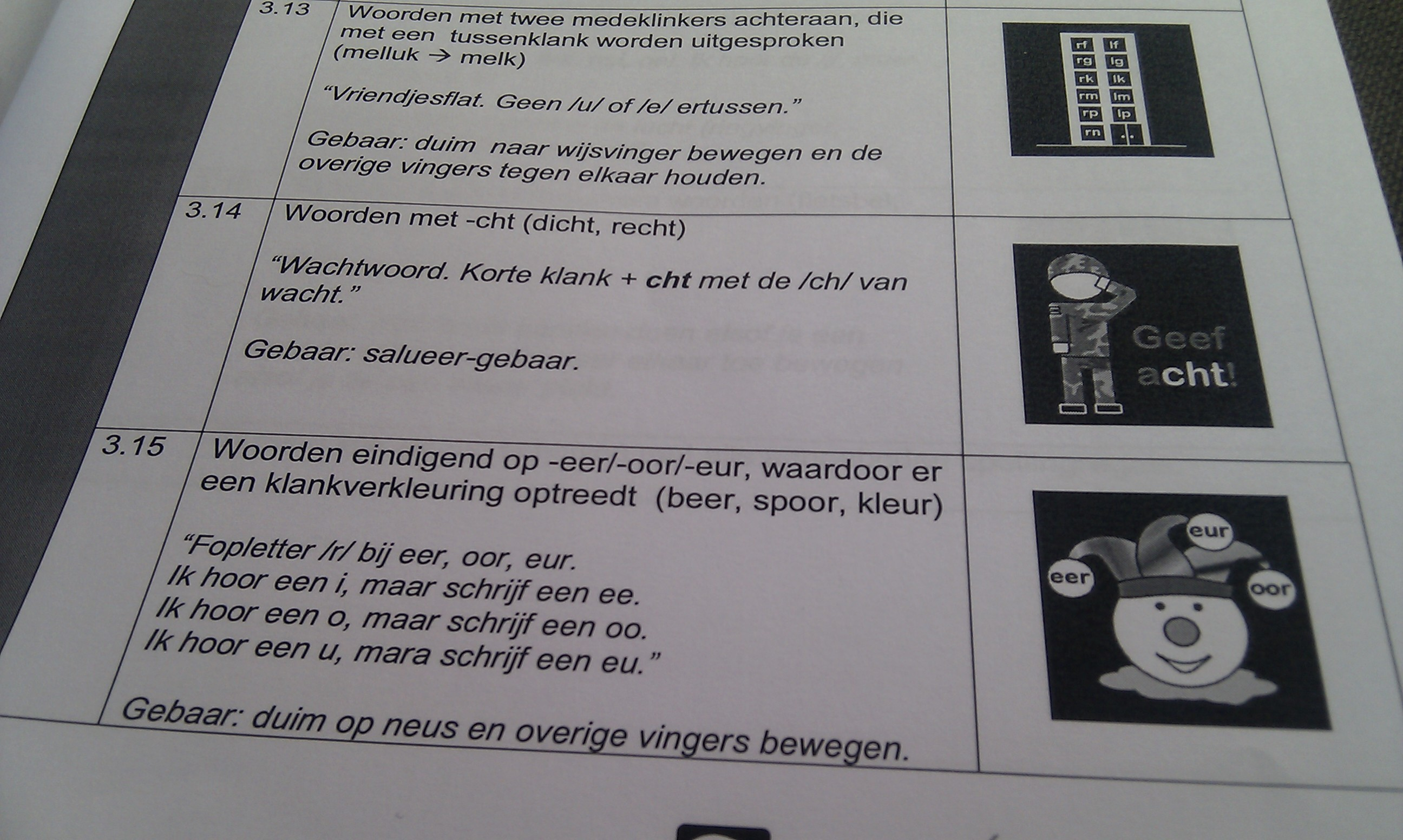
Leerlijn spelling met onderaan de spellingcategorie met de klankverkleuring van de r.

De fopletter (ook: plaagletter) is een didactiek die toegepast kan worden in de niet-klankzuivere periode van het aanvankelijk lees- en spellingproces.
De didactiek wordt gebruikt om leerlingen bewust te maken van de klankverkleuring die optreedt bij bepaalde woorden die afgesloten worden met de letter r. Het woord peer klinkt hierdoor als pir, boor klinkt als bor en deur klinkt als dur. Er moet echter geen i, o of u worden geschreven, terwijl de leerling dit wel hoort. De letter r fopt de leerlingen als het ware. Voor kinderen in groep 3 van de basisschool (Nederland) of in het eerste leerjaar (Vlaanderen) sluit een dergelijke omschrijving goed aan op de kinderlijke belevingswereld en wordt daarom vaak gebruikt om de spellingregel te verduidelijken.
Vaak is deze spellingmoeilijkheid een van de eerste spellingcategorieën die wordt aangeleerd in de niet-klankzuivere periode in de tweede helft van het schooljaar. Deze volgt op de klankzuivere periode waarin enkel woorden worden gelezen en geschreven die klankzuiver zijn. Dit zijn woorden die geschreven worden, zoals je ze hoort, zoals bijvoorbeeld maan, roos of vis.
Woorden in de niet-klankzuivere periode klinken anders dan ze geschreven worden. Een voorbeeld is het woord haai: je hoort een j, maar je schrijft een i. Ook woorden waarin een klankverkleuring optreedt onder invloed van de letter r behoren tot de niet-klankzuivere periode.
Om spelfouten te voorkomen, wordt de leerlingen de spellingregel als volgt aangeleerd:

Fopletter: 
je hoort een i, maar je schrijft een ee 
je hoort een o, maar je schrijft een oo 
je hoort een u. maar je schrijft een eu

Deze ondersteuning is erop gericht om niet de mogelijke fout te benadrukken, maar juist de goede schrijfwijze. Behalve deze auditieve ondersteuning kan er ook een plaat van een plaaggeest of een nar worden getoond als visuele ondersteuning en een gebaar worden aangeleerd als bewegingsondersteuning.
De didactiek werd het eerst toegepast in de taalmethode Letterstad. Later werd de didactiek ook gebruikt in Zo leer je kinderen lezen en spellen en in Spelling in de Lift. Bij de laatste methode wordt gesproken van de plaagletter.